# Campionati del mondo di atletica leggera 1997
I Campionati del mondo di atletica leggera 1997 (in inglese 6th IAAF World Championships in Athletics) sono stati la 6ª edizione dei Campionati del mondo di atletica leggera. La competizione si è svolta dal 1º al 10 agosto presso lo stadio Stadio Olimpico di Atene, in Grecia.

## Medagliati

### Uomini
| Specialità | Oro                                                                             | Prestazione | Argento                                                                               | Prestazione | Bronzo                                                                                       | Prestazione |
| Corse piane |                                                                                 |             |                                                                                       |             |                                                                                              |             |
| 100 m (dettagli) | Maurice Greene                                                                  | 9"86        | Donovan Bailey                                                                        | 9"91        | Tim Montgomery                                                                               | 9"94        |
| 200 m (dettagli) | Ato Boldon                                                                      | 20"04 w     | Frank Fredericks                                                                      | 20"23 w     | Claudinei da Silva                                                                           | 20"26 w     |
| 400 m (dettagli) | Michael Johnson                                                                 | 44"12       | Davis Kamoga                                                                          | 44"37       | Tyree Washington                                                                             | 44"39       |
| 800 m (dettagli) | Wilson Kipketer                                                                 | 1'43"38     | Norberto Téllez                                                                       | 1'44"00     | Rich Kenah                                                                                   | 1'44"25     |
| 1 500 m (dettagli) | Hicham El Guerrouj                                                              | 3'35"83     | Fermín Cacho                                                                          | 3'36"63     | Reyes Estévez                                                                                | 3'37"26     |
| 5 000 m (dettagli) | Daniel Komen                                                                    | 13'07"38    | Khalid Boulami                                                                        | 13'09"34    | Tom Nyariki                                                                                  | 13'11"09    |
| 10 000 m (dettagli) | Haile Gebrselassie                                                              | 27'24"58    | Paul Tergat                                                                           | 27'25"62    | Salah Hissou                                                                                 | 27'28"67    |
| Corse a ostacoli |                                                                                 |             |                                                                                       |             |                                                                                              |             |
| 110 hs (dettagli) | Allen Johnson                                                                   | 12"93       | Colin Jackson                                                                         | 13"05       | Igor Kováč                                                                                   | 13"18       |
| 400 hs (dettagli) | Stéphane Diagana                                                                | 47"70       | Llewellyn Herbert                                                                     | 47"86       | Bryan Bronson                                                                                | 47"88       |
| 3 000 siepi (dettagli) | Wilson Boit Kipketer                                                            | 8'05"84     | Moses Kiptanui                                                                        | 8'06"04     | Bernard Barmasai                                                                             | 8'06"04     |
| Prove su strada |                                                                                 |             |                                                                                       |             |                                                                                              |             |
| Maratona (dettagli) | Abel Antón                                                                      | 2h13'16"    | Martín Fiz                                                                            | 2h13'21"    | Steve Moneghetti                                                                             | 2h14'16"    |
| Marcia 20 km (dettagli) | Daniel García                                                                   | 1h21'43"    | Michail Ščennikov                                                                     | 1h21'53"    | Mihail Hmelnitskyi                                                                           | 1h22'01"    |
| Marcia 50 km (dettagli) | Robert Korzeniowski                                                             | 3h44'46"    | Jesús Ángel García                                                                    | 3h44'59"    | Miguel Rodríguez                                                                             | 3h48'30"    |
| Salti |                                                                                 |             |                                                                                       |             |                                                                                              |             |
| Salto con l'asta (dettagli) | Serhij Bubka                                                                    | 6,01 m      | Maksim Tarasov                                                                        | 5,96 m      | Dean Starkey                                                                                 | 5,91 m      |
| Salto in alto (dettagli) | Javier Sotomayor                                                                | 2,37 m      | Artur Partyka                                                                         | 2,35 m      | Tim Forsyth                                                                                  | 2,35 m      |
| Salto in lungo (dettagli) | Iván Pedroso                                                                    | 8,42 m      | Erick Walder                                                                          | 8,38 m      | Kirill Sosunov                                                                               | 8,18 m      |
| Salto triplo (dettagli) | Yoelbi Quesada                                                                  | 17,85 m     | Jonathan Edwards                                                                      | 17,69 m     | Aliecer Urrutia                                                                              | 17,64 m     |
| Lanci |                                                                                 |             |                                                                                       |             |                                                                                              |             |
| Getto del peso (dettagli) | John Godina                                                                     | 21,44 m     | Oliver-Sven Buder                                                                     | 21,24 m     | C.J. Hunter                                                                                  | 20,33 m     |
| Lancio del disco (dettagli) | Lars Riedel                                                                     | 68,54 m     | Virgilijus Alekna                                                                     | 66,70 m     | Jürgen Schult                                                                                | 66,14 m     |
| Lancio del martello (dettagli) | Heinz Weis                                                                      | 81,78 m     | Andrei Skvaruk                                                                        | 81,46 m     | Vasili Sidorenko                                                                             | 80,76 m     |
| Lancio del giavellotto (dettagli) | Marius Corbett                                                                  | 88,40 m     | Steve Backley                                                                         | 86,80 m     | Konstadinos Gatsioudis                                                                       | 86,64 m     |
| Prove multiple |                                                                                 |             |                                                                                       |             |                                                                                              |             |
| Decathlon (dettagli) | Tomáš Dvořák                                                                    | 8 837 p.    | Eduard Hämäläinen                                                                     | 8 730 p.    | Frank Busemann                                                                               | 8 652 p.    |
| Staffette |                                                                                 |             |                                                                                       |             |                                                                                              |             |
| Staffetta 4×100 m (dettagli) | Canada Robert Esmie Glenroy Gilbert Bruny Surin Donovan Bailey Carlton Chambers | 37"86       | Nigeria Osmond Ezinwa Olapade Adeniken Francis Obikwelu Davidson Ezinwa               | 38"07       | Regno Unito Darren Braithwaite Darren Campbell Douglas Walker Julian Golding Marlon Devonish | 38"14       |
| Staffetta 4×400 m (dettagli) | Regno Unito Iwan Thomas Roger Black Jamie Baulch Mark Richardson Mark Hylton    | 2'56"65     | Giamaica Michael McDonald Gregory Haughton Danny McFarlane Davian Clarke Linval Laird | 2'56"75     | Polonia Tomasz Czubak Piotr Rysiukiewicz Piotr Haczek Robert Maćkowiak                       | 3'00"26     |
| record mondiale; record mondiale stagionale; record africano; record asiatico; record europeo; record nord-centroamericano e caraibico; record sudamericano; record oceaniano; record dei campionati; record nazionale; record personale; record personale stagionale. |                                                                                 |             |                                                                                       |             |                                                                                              |             |

### Donne
| Specialità | Oro                                                              | Prestazione | Argento | Prestazione | Bronzo                                                                                     | Prestazione   |
| Corse piane |                                                                  |             | |             |                                                                                            |               |
| 100 m (dettagli) | Marion Jones                                                     | 10"83       | Žanna Pintusevyč-Blok                                                                                          | 10"85       | Savatheda Fynes                                                                            | 11"03         |
| 200 m (dettagli) | Žanna Pintusevyč-Blok                                            | 22"32       | Susanthika Jayasinghe                                                                                          | 22"39       | Merlene Ottey                                                                              | 22"40         |
| 400 m (dettagli) | Cathy Freeman                                                    | 49"77       | Sandie Richards                                                                                                | 49"79       | Jearl Miles-Clark                                                                          | 49"90         |
| 800 m (dettagli) | Ana Fidelia Quirot                                               | 1'57"14     | Elena Afanasjeva                                                                                               | 1'57"56     | Maria Mutola                                                                               | 1'57"59       |
| 1 500 m (dettagli) | Carla Sacramento                                                 | 4'04"24     | Regina Jacobs                                                                                                  | 4'04"63     | Anita Weyermann                                                                            | 4'04"70       |
| 5 000 m (dettagli) | Gabriela Szabó                                                   | 14'57"68    | Roberta Brunet                                                                                                 | 14'58"29    | Fernanda Ribeiro                                                                           | 14'58"85      |
| 10 000 m (dettagli) | Sally Barsosio                                                   | 31'32"92    | Fernanda Ribeiro                                                                                               | 31'39"15    | Masako Chiba                                                                               | 31'41"93      |
| Corse a ostacoli |                                                                  |             | |             |                                                                                            |               |
| 100 hs (dettagli) | Ludmila Engquist                                                 | 12"50       | Svetla Dimitrova                                                                                               | 12"58       | Michelle Freeman                                                                           | 12"61         |
| 400 hs (dettagli) | Nezha Bidouane                                                   | 52"97       | Deon Hemmings                                                                                                  | 53"09       | Kim Batten                                                                                 | 53"52         |
| Prove su strada |                                                                  |             | |             |                                                                                            |               |
| Maratona (dettagli) | Hiromi Suzuki                                                    | 2h29'48"    | Manuela Machado                                                                                                | 2h31'12"    | Lidia Șimon                                                                                | 2h31'55"      |
| Marcia 10 000 m (dettagli) | Annarita Sidoti                                                  | 42'55"49    | Vol'ha Kardapol'cava                                                                                           | 43'30"20    | Valentina Cybulskaja                                                                       | 43'49"24      |
| Salti |                                                                  |             | |             |                                                                                            |               |
| Salto in alto (dettagli) | Hanne Haugland                                                   | 1,99 m      | Olga Kaliturina Inha Babakova                                                                                  | 1,96 m      | Non assegnato                                                                              | Non assegnato |
| Salto in lungo (dettagli) | Ljudmila Galkina                                                 | 7,05 m      | Niki Xanthou                                                                                                   | 6,94 m      | Fiona May                                                                                  | 6,91 m        |
| Salto triplo (dettagli) | Šárka Kašpárková                                                 | 15,20 m     | Rodica Mateescu                                                                                                | 15,16 m     | Olena Hovorova                                                                             | 14,67 m       |
| Lanci |                                                                  |             | |             |                                                                                            |               |
| Getto del peso (dettagli) | Astrid Kumbernuss                                                | 20,71 m     | Vita Pavlyš | 20,66 m     | Stephanie Storp                                                                            | 19,22 m       |
| Lancio del disco (dettagli) | Beatrice Faumuina                                                | 66,82 m     | Ėlina Z'verava                                                                                                 | 65,90 m     | Natal'ja Sadova                                                                            | 65,14 m       |
| Lancio del giavellotto (dettagli) | Trine Hattestad                                                  | 68,78 m     | Joanna Stone                                                                                                   | 68,64 m     | Tanja Damaske                                                                              | 67,12 m       |
| Prove multiple |                                                                  |             | |             |                                                                                            |               |
| Eptathlon (dettagli) | Sabine Braun                                                     | 6 739 p.    | Denise Lewis                                                                                                   | 6 654 p.    | Remigija Nazaroviené                                                                       | 6 566 p.      |
| Staffette |                                                                  |             | |             |                                                                                            |               |
| Staffetta 4×100 m (dettagli) | Stati Uniti Chryste Gaines Marion Jones Inger Miller Gail Devers | 41"47       | Giamaica Beverly McDonald Merlene Frazer Juliet Cuthbert Beverly Grant                                         | 42"10       | Francia Patricia Girard Christine Arron Delphine Combe Sylviane Félix Frédérique Bangué    | 42"21         |
| Staffetta 4×400 m (dettagli) | Germania Anke Feller Uta Rohländer Anja Rücker Grit Breuer       | 3'20"92     | Stati Uniti Maicel Malone-Wallace Kim Graham Kim Batten Jearl Miles-Clark Michele Collins Natasha Kaiser-Brown | 3'21"03     | Giamaica Inez Turner Lorraine Fenton Deon Hemmings Sandie Richards Nadia Graham-Hutchinson | 3'21"30       |
| record mondiale; record mondiale stagionale; record africano; record asiatico; record europeo; record nord-centroamericano e caraibico; record sudamericano; record oceaniano; record dei campionati; record nazionale; record personale; record personale stagionale. |                                                                  |             | |             |                                                                                            |               |

## Medagliere
| Posizione | Paese             | Oro | Argento | Bronzo | Totale |
| --------- | ----------------- | --- | ------- | ------ | ------ |
| 1         | Stati Uniti       | 6   | 3       | 8      | 17     |
| 2         | Germania          | 5   | 1       | 4      | 10     |
| 3         | Cuba              | 4   | 1       | 1      | 6      |
| 4         | Kenya             | 3   | 2       | 2      | 7      |
| 5         | Ucraina           | 2   | 4       | 1      | 7      |
| 6         | Marocco           | 2   | 1       | 1      | 4      |
| 7         | Norvegia          | 2   | 0       | 0      | 2      |
| 7         | Rep. Ceca         | 2   | 0       | 0      | 2      |
| 9         | Russia            | 1   | 4       | 3      | 8      |
| 10        | Regno Unito       | 1   | 4       | 1      | 6      |
| 11        | Spagna            | 1   | 3       | 1      | 5      |
| 12        | Portogallo        | 1   | 2       | 1      | 4      |
| 13        | Australia         | 1   | 1       | 2      | 4      |
| 14        | Italia            | 1   | 1       | 1      | 3      |
| 14        | Polonia           | 1   | 1       | 1      | 3      |
| 14        | Romania           | 1   | 1       | 1      | 3      |
| 17        | Canada            | 1   | 1       | 0      | 2      |
| 17        | Sudafrica         | 1   | 1       | 0      | 2      |
| 19        | Francia           | 1   | 0       | 1      | 2      |
| 19        | Giappone          | 1   | 0       | 1      | 2      |
| 19        | Messico           | 1   | 0       | 1      | 2      |
| 22        | Danimarca         | 1   | 0       | 0      | 1      |
| 22        | Etiopia           | 1   | 0       | 0      | 1      |
| 22        | Nuova Zelanda     | 1   | 0       | 0      | 1      |
| 22        | Svezia            | 1   | 0       | 0      | 1      |
| 22        | Trinidad e Tobago | 1   | 0       | 0      | 1      |
| 27        | Giamaica          | 0   | 4       | 3      | 7      |
| 28        | Bielorussia       | 0   | 2       | 2      | 4      |
| 29        | Grecia            | 0   | 1       | 1      | 2      |
| 29        | Lituania          | 0   | 1       | 1      | 2      |
| 31        | Bulgaria          | 0   | 1       | 0      | 1      |
| 31        | Finlandia         | 0   | 1       | 0      | 1      |
| 31        | Namibia           | 0   | 1       | 0      | 1      |
| 31        | Nigeria           | 0   | 1       | 0      | 1      |
| 31        | Sri Lanka         | 0   | 1       | 0      | 1      |
| 31        | Uganda            | 0   | 1       | 0      | 1      |
| 37        | Bahamas           | 0   | 0       | 1      | 1      |
| 37        | Brasile           | 0   | 0       | 1      | 1      |
| 37        | Mozambico         | 0   | 0       | 1      | 1      |
| 37        | Slovacchia        | 0   | 0       | 1      | 1      |
| 37        | Svizzera          | 0   | 0       | 1      | 1      |
| Totale    | Totale            | 44  | 45      | 43     | 132    |